# Джованні Нікотера
Джованні Нікотера (італ. Giovanni Nicòtera Giovanni Nicòtera; 9 вересня 1828, Самбіазе [it], провінція Катандзаро, Калабрія, Королівство обох Сицилій — 13 червня 1894, Віко-Екуенсе, провінція Неаполь, Кампанія, Королівство Італія) — італійський політик, діяч Рісорджіменто, міністр внутрішніх справ єдиної Італії.

## Біографія
Народився 9 вересня 1828 року в Самбіазе, син Феліче Нікотера і Джузеппіни Мусоліні (Giuseppina Musolino), уродженки Піццо, яка походила з родини з багатими просвітницькими і якобінськими традиціями. У віці менше п'ятнадцяти років Джованні вступив в підліткове відділення організації Молода Італія, засноване його дядьком (братом матері — Бенедетто Мусоліні [it]), з 1839 до 1842 р. відбував тюремне ув'язнення. Навчався в ліцеї Катандзаро, вивчав літературу і право, але швидко залишив заняття заради справи революції. У 1846 році, після другого арешту лідерів Молодої Італії Мусоліні і Сеттембріні [it], по суті її очолив і зумів зберегти конспіративну мережу, а в період революційних подій 1848 року очолив в Самбіазе національну гвардію. Після придушення революції в Королівстві обох Сицилій під загрозою 25-річного ув'язнення втік з країни, повернувся в Італію з англійським паспортом і в 1849 році брав участь в обороні Римської Республіки .
Поранений в боях, залишив Рим тільки в грудні 1849 р. і сховався в Турині (Сардинское Королівство), де працював з Манчіні, познайомився з Мадзіні і в 1857 році взяв участь у так званій експедиції [it] Сапрі з метою звільнення політв'язнів на острові Понца. В ході операції був поранений, арештований і в липні 1858 засуджений до смерті, потім помилуваний. Відбував ув'язнення в форте Святої Катерини на острові Фавиньяна [it], звільнений в травні 1860 року завдяки діям військ Гарібальді . У червні 1861 року обраний депутатом італійського парламенту в окрузі Салерно. У 1862 році брав участь в несанкціонованому поході Гарібальді на Рим (що належав тоді Папській області), але не брав участі в битві в горах Аспромонте [it] між військами Гарібальді та італійською армією, оскільки отримав наказ зайнятися підготовкою повстання в своїх рідних місцях — в Козенці і Катандзаро. В ході парламентських слухань з цієї проблеми піддав різкій критиці дії уряду Раттацці і був змушений піти у відставку. У 1866 році воював в рядах гарібальдійців у війні з Австрією (результатом якої стало приєднання до Італії області Венеція), в 1867 році брав участь у невдалій для Гарібальді битві при Ментані з папськими і французькими військами на території нинішнього регіону Лаціо .
Вийшовши з парламенту в 1863 році, Нікотера був знову обраний депутатом в 1864 році. З 25 березня 1876 по 26 грудня 1877 року Нікотера був міністром внутрішніх справ в першому уряді Депретіса. Найбільш відомими діями Нікотеро на цій посаді стали підготовка нового виборчого закону і рішучі заходи боротьби із спалахом бандитизма [it] на півдні Італії і Сицилії, в якій ряд дослідників бачить форму селянського повстання проти влади єдиної Італії. Після вимушеної відставки через його авторитарної політики, в тому числі порушення його відомством таємниці телеграфного листування, Нікотера повернув собі портфель міністра внутрішніх справ лише 6 лютого 1891 року в уряді Антоніо Старабба, маркіза де Рудін і залишався на цій посаді до 15 травня 1892 року  .
В цілому з 1861 по 1894 рік складався в Палаті депутатів Італії перших одинадцяти скликань (з 8-го по 18-й). У 1883 році Нікотера увійшов до депутатської групи откольніков від партії «Ліва», відому як «пентархія». Крім нього, її очолили Кріспі, Кайролі, Дзанарделлі і Баккаріні [it], а загальна чисельність доходила до 86 осіб. Основним завданням група бачила протидію політиці Депретіса і історичної Правої партії, але до кінця життя Нікотера розійшовся в поглядах зі своїми однодумцями. У грудні 1893 року парламентська комісія, що займалася розслідуванням діяльності емісійних банків, піддала різкій критиці ряд дій Нікотеро, яка отримувала пільговий доступ до фінансування від Banca romana за посередництва губернатора Бернардо Танлонго (Bernardo Tanlongo). Джованні Нікотера помер 13 червня 1894 року після кількох інсультів у Віко-Екуенсе, провінція Неаполь .